# Berchem
Berchem este un district al orașului belgian Anvers, situat în Regiunea Flamandă, în provincia Anvers. A fost o comună de sine stătătoare înainte de fuziunea comunelor din 1983.

## Toponimie
Numele Berchem este alcătuit din cuvintele „Berch” și „-em”. „Berch” făcea probabil referire la cuvântul neerlandez berg, care înseamnă „munte”, iar prin adăugarea sufixului „-em” a fost format toponimul Berchem.

## Istorie
În 1830, la Berchem au avut loc lupte între revoluționarii belgieni și trupele neerlandeze. Frédéric de Merode a fost grav rănit aici (a murit câteva zile mai târziu, la Mechelen). Cartierul a servit, de asemenea, drept cartier general al armatei franceze în 1832.
În 1912, orașul Anvers a achiziționat o mare parte din Berchem, inclusiv Bas-Middelheim și parcul castelului Vogelenzang. În timpul ocupației germane, independența locală a fost abolită începând cu 1 ianuarie 1942, Berchem devenind astfel unul dintre cartierele arondismentului „Marele Anvers” (Groot-Antwerpen). După război, Berchem a redevenit o comună independentă până la fuziunea administrativă care a dus la crearea noii comune Anvers, la 1 ianuarie 1983.

## Geografie

### Comune limitrofe
| Anvers  | Anvers  | Borgerhout Deurne |
| Hoboken |         | Mortsel           |
| Wilrijk | Wilrijk | Mortsel           |

## Demografie

### Evoluția populației

#### Secolul al XIX-lea
| An        | 1806  | 1816  | 1830  | 1846  | 1856  | 1866  | 1876  | 1880  | 1890   |
| Populație | 1.714 | 2.111 | 2.729 | 4.114 | 4.782 | 5.332 | 8.463 | 9.384 | 15.503 |
| --------- | ----- | ----- | ----- | ----- | ----- | ----- | ----- | ----- | ------ |

#### Secolul al XX-lea
| An        | 1900   | 1910   | 1920   | 1930   | 1947   | 1961   | 1970   | 1980   | 1982   |
| Populație | 19.962 | 30.274 | 32.115 | 41.685 | 45.401 | 48.667 | 50.241 | 46.368 | 45.289 |
| --------- | ------ | ------ | ------ | ------ | ------ | ------ | ------ | ------ | ------ |

Surse: INS
Mențiune: Între 1831 și 1981 = recensăminte

## Obiective turistice
- Bazilica Sacré-Cœur
- Biserica Sfântul Willibrord
- Muzeul flamand al autobuzului și tramvaiului (Vlaams Tram- en Autobusmuseum)
- Stadionul Berchem-Sport

## Personalități
- Jacquet de Berchem⁠(d) (1505–1567), compozitor.
- Pieter Claesz⁠(d) (născut în 1596 sau 1597 – 1 ianuarie 1661), pictor.
- John Langenus (8 decembrie 1891 – 1 octombrie 1952), arbitru de fotbal.
- Egbert van Kampen⁠(d) (28 mai 1908 – 11 februarie 1942), matematician.
- Ward Ruyslinck⁠(d) (17 iunie 1929), scriitor.
- Paul van Herck⁠(d) (19 mai 1938), scriitor.
- Harry Kümel⁠(d) (27 ianuarie 1940), regizor de film.
- Paul Staes⁠(d) (3 decembrie 1945 – 13 noiembrie 2024), politician.
- Ludo Coeck⁠(d) (25 septembrie 1955 – 9 octombrie 1985), fotbalist la K Berchem Sport 2004, RSC Anderlecht, Inter Milano și echipa națională de fotbal a Belgiei.
- Gert Verhulst⁠(d) (24 ianuarie 1968), actor, scenarist, regizor și prezentator de televiziune.